# Guy Môquet (métro de Paris)
Pour les articles homonymes, voir Môquet.
Guy Môquet est une station de la ligne 13 du métro de Paris, située à la limite des 17e et 18e arrondissement de Paris.

## Situation
La station est établie à la limite administrative entre le quartier des Épinettes à l'ouest et le quartier des Grandes-Carrières à l'est. Elle se trouve sous l'avenue de Saint-Ouen, au sud de l'intersection des rues Guy-Môquet, Championnet, Marcadet, Legendre et de la Jonquière. Approximativement orientée selon un axe nord-sud et localisée sur la branche vers Saint-Denis - Université, elle s'intercale entre les stations Porte de Saint-Ouen et La Fourche, cette dernière marquant l'amorce du tronc commun de la ligne 13 jusqu'au terminus de Châtillon - Montrouge au sud.

## Histoire

### Mise en service et évolutions de desserte
La station est ouverte le 26 février 1911 avec la mise en service du premier tronçon de la ligne B de la Société du chemin de fer électrique souterrain Nord-Sud de Paris (dite Nord-Sud) entre Saint-Lazare et Porte de Saint-Ouen. Initialement desservie par l'ensemble des circulations de la ligne, sa desserte est assurée par un train sur deux à compter de l'ouverture de l'antenne de La Fourche à Porte de Clichy (actuelle branche vers Les Courtilles) le 20 janvier 1912.
Le 27 mars 1931, la ligne B devient l'actuelle ligne 13 du métro à la suite de l'absorption de la société du Nord-Sud le 1er janvier 1930 par sa concurrente, la Compagnie du chemin de fer métropolitain de Paris (dite CMP), qui gère la concession de l'essentiel des autres lignes du réseau.
À partir du 30 juin 1952, l'extension de la branche nord-est de la ligne depuis son terminus originel de Porte de Saint-Ouen jusqu'à Carrefour Pleyel provoque un important déséquilibre de trafic en faveur de celle-ci dès l'hiver suivant, atteignant jusqu'à 70 % aux heures de pointe. Située sur cette même antenne, la station Guy Môquet est dorénavant desservie par deux rames sur trois.
La desserte de la station est de nouveau assurée par un train sur deux depuis la mise en service du prolongement de la branche de Porte de Clichy jusqu'à Gabriel Péri - Asnières - Gennevilliers (aujourd'hui Gabriel Péri) le 3 mai 1980, dont les flux de voyageurs supplémentaires permettent de rééquilibrer la charge entre les deux antennes de la ligne 13.

### Dénomination
À son inauguration en 1911, la station est dénommée Carrefour Marcadet du fait de son implantation au carrefour situé à l'extrémité occidentale de la rue Marcadet. Cette dernière tient son nom d’un lieu-dit, la Mercade, situé à la Chapelle Saint-Denis, car il s'y tenait un marché, marcadus, à l’époque de la foire du Lendit. Antérieurement, cette voie a également donné son nom à la station Marcadet sur la ligne 4, devenue l'actuelle station Marcadet - Poissonniers à la suite de sa fusion avec la station Poissonniers de l'ex-ligne A du Nord-Sud (actuelle ligne 12 du métro) en 1931.
En 1912, la station change de nom une première fois au profit de Marcadet - Balagny afin de souligner sa proximité avec la rue Balagny, alors nommée en l'honneur d'Auguste Balagny (1805-1896), notaire français, qui fut maire des Batignolles-Monceau de 1843 à 1859, puis premier maire du 17e arrondissement de la capitale à laquelle la commune précitée fut annexée.
Le 27 janvier 1946, la station est renommée une seconde fois pour devenir Guy Môquet, en même temps que la rue Balagny, elle-même rebaptisée rue Guy-Môquet en hommage au jeune militant communiste français Guy Môquet (1924-1941), célèbre pour avoir été retenu en otage et fusillé par les nazis à l’âge de dix-sept ans. La station devient ainsi la cinquième d'une série de huit sur le réseau dont le nom est modifié à l'issue de la Seconde Guerre mondiale afin d'honorer la mémoire de résistants morts pour la France, après les stations Trinité - d'Estienne d'Orves (ligne 12), Charles Michels (ligne 10), Colonel Fabien (ligne 2) et Corentin Celton (ligne 12). Suivront ensuite les stations Jacques Bonsergent (ligne 5), Corentin Cariou (ligne 7) ainsi que Marx Dormoy (ligne 12).

### Modernisations
Les accès à la station disposaient à l'origine d'entourages en céramique et en fer forgé dans le style caractéristique de l'ancienne société du Nord-Sud. Aujourd'hui disparues, la plupart ont laissé place à des balustrades et candélabres en fer forgé dans le style Dervaux des années 1930.
Au début des années 1960, les quais de la station font l'objet d'une première modernisation par la mise en place d'un carrossage métallique sur les piédroits, doté de montants horizontaux de couleur vert d'eau et de cadres publicitaires dorés, éclairés par le haut, le tout complété de bancs jaunes. Ce modèle d'aménagement, alors largement utilisé sur le réseau en tant que moyen de rénover les stations rapidement et à moindre coût, voit ses lambris repeints en bleu dans les années 1990, tandis que les bancs sont remplacés par des sièges de style « Motte » blancs, lesquels rompent ainsi l'uniformité colorimétrique de la décoration.
Dans le cadre du programme « Renouveau du métro » de la RATP, les couloirs et le hall d'accueil de la station sont rénovés le 16 mai 2003, entraînant la disparition des frises en céramique à vagues Nord-Sud d'origine au profit de frises à losanges dans le style traditionnel de la CMP. Entre 2008 et 2009, c'est au tour des quais de faire l'objet d'une rénovation intégrale, ce qui impose le retrait définitif du carrossage publicitaire afin de procéder à la réfection de l'étanchéité des parois. La décoration « Nord-Sud » d'origine en faïence est reconduite à l'identique.

### Fréquentation
Selon les estimations de la RATP, la station a vu entrer 4 004 960 voyageurs en 2019, ce qui la place à la 118e position des stations de métro pour sa fréquentation. En 2020, avec la crise du Covid-19, son trafic annuel tombe à 1 191 891 voyageurs, la reléguant alors au 221e rang, avant de remonter progressivement en 2021 avec 2 205 313 entrants comptabilisés, ce qui la classe à la 158e position des stations du réseau pour sa fréquentation cette année-là.

## Services aux voyageurs

### Accès
La station dispose de quatre accès, tous constitués d'escaliers fixes :
- l'accès 1 « Rue Legendre » débouchant face au no 79 de l'avenue de Saint-Ouen et au no 193 de la rue Legendre ;
- l'accès 2 « Rue de la Jonquière » se trouvant au droit du no 73 de rue Guy-Môquet et du no 1 de la rue de la Jonquière ;
- l'accès 3 « Avenue de Saint-Ouen » se situant face au no 86 de l'avenue de Saint-Ouen et au no 253 de la rue Marcadet ;
- l'accès 4 « Rue Lamarck », orné d'un entourage dans le style caractéristique du Nord-Sud, débouchant au droit des nos 68 et 70 de l'avenue de Saint-Ouen.

Accès à la station
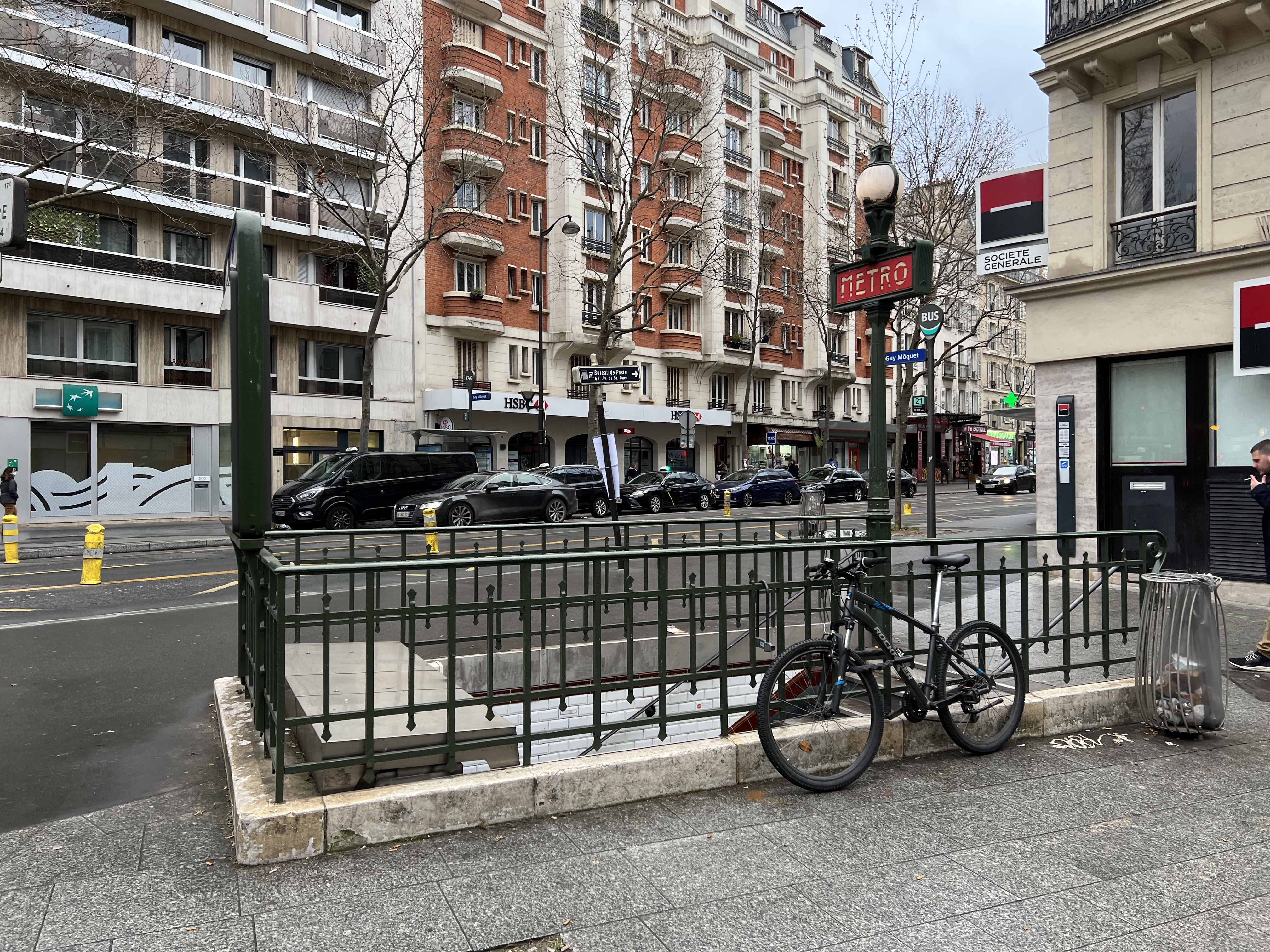
L'accès no 1 « Rue Legendre ».
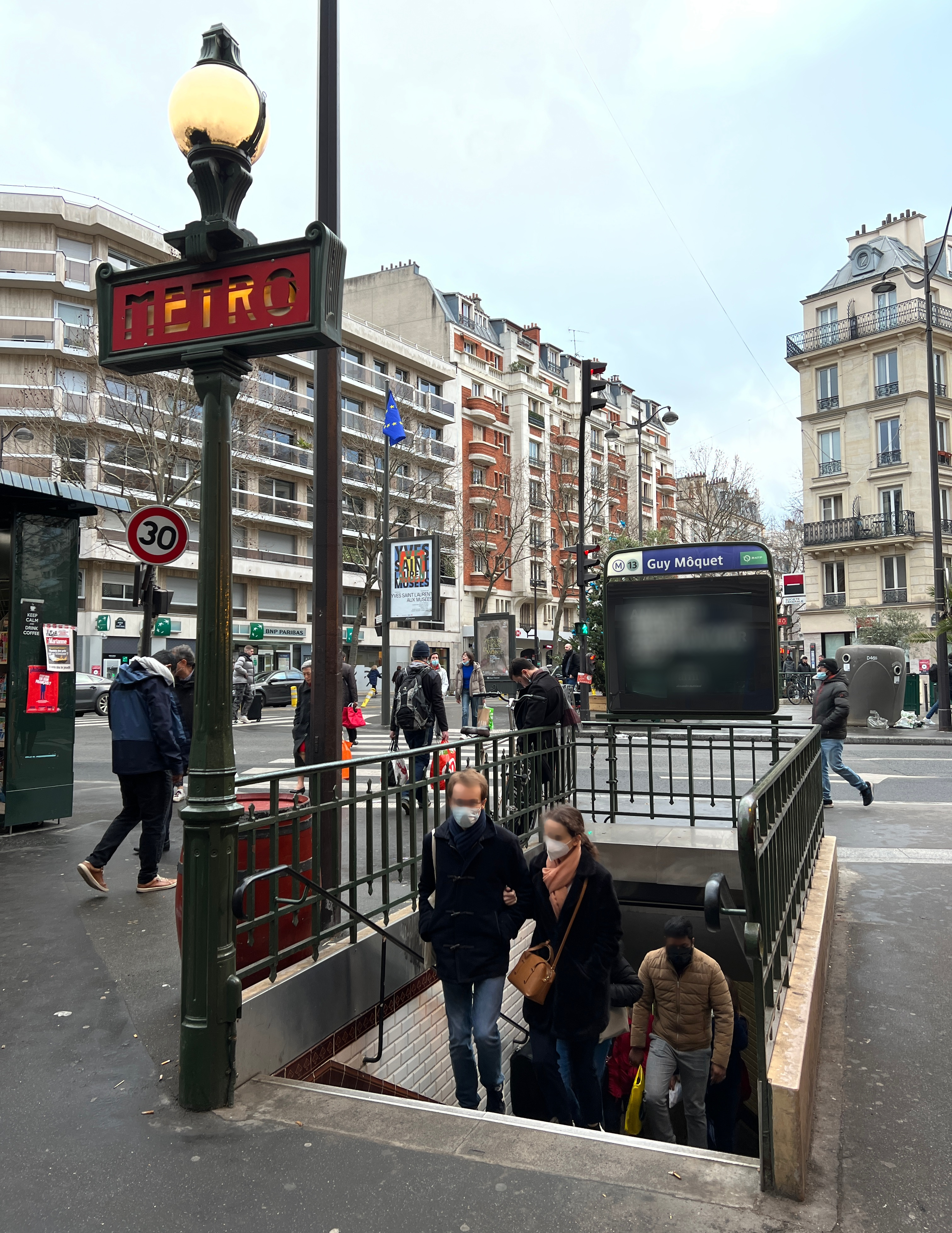
L'accès no 2 « Rue de la Jonquière ».
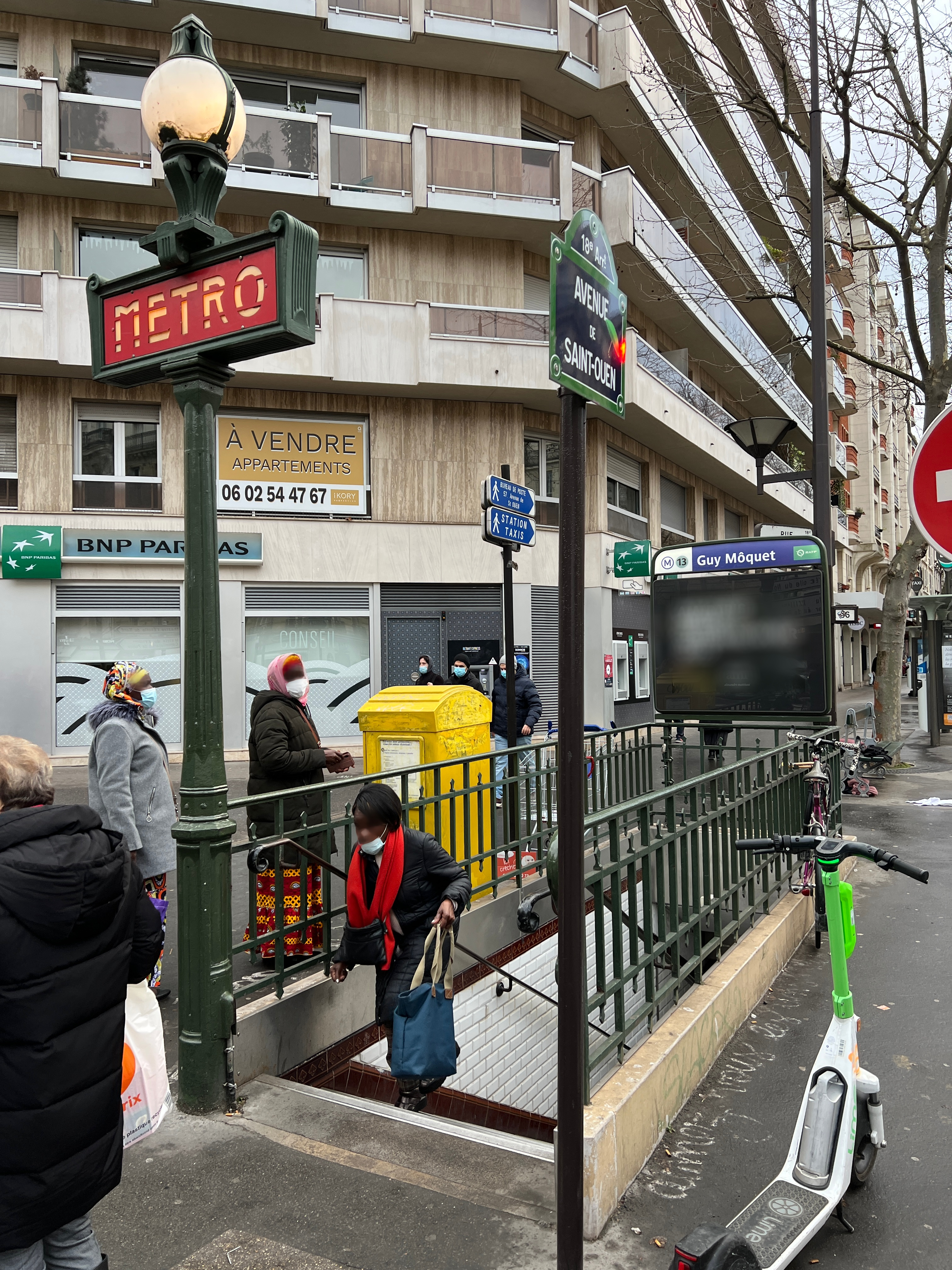
L'accès no 3 « Avenue de Saint-Ouen ».
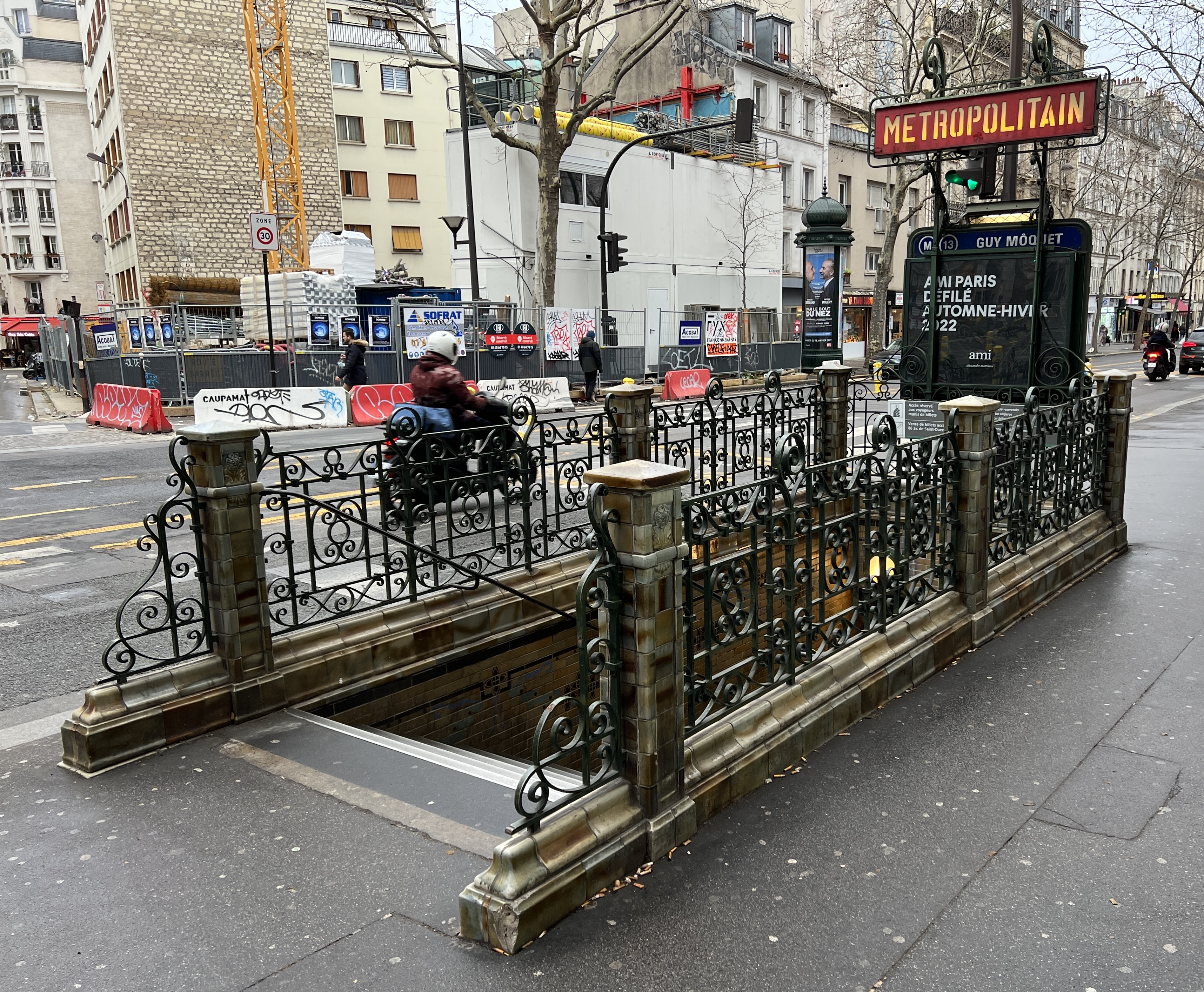
L'accès no 4 « Rue Lamarck ».

Bien que la station fut aménagée par l'ancienne société du Nord-Sud, les trois premiers accès sont agrémentés d'une balustrade et d'un candélabre en fer forgé de style Dervaux, tandis que les couloirs d'accès et de sortie sont ornés de frises en céramique marron à losanges dans le style traditionnel de la CMP, au lieu des frises à vagues marron typiques du Nord-Sud, à la suite de leur rénovation en 2003. Cette dernière particularité constitue un contre-sens historique que l'on retrouve aux stations Jules Joffrin, Notre-Dame-de-Lorette, Vaugirard et Convention sur la ligne 12, celles-ci ayant également appartenu au réseau Nord-Sud à l'origine.

### Quais

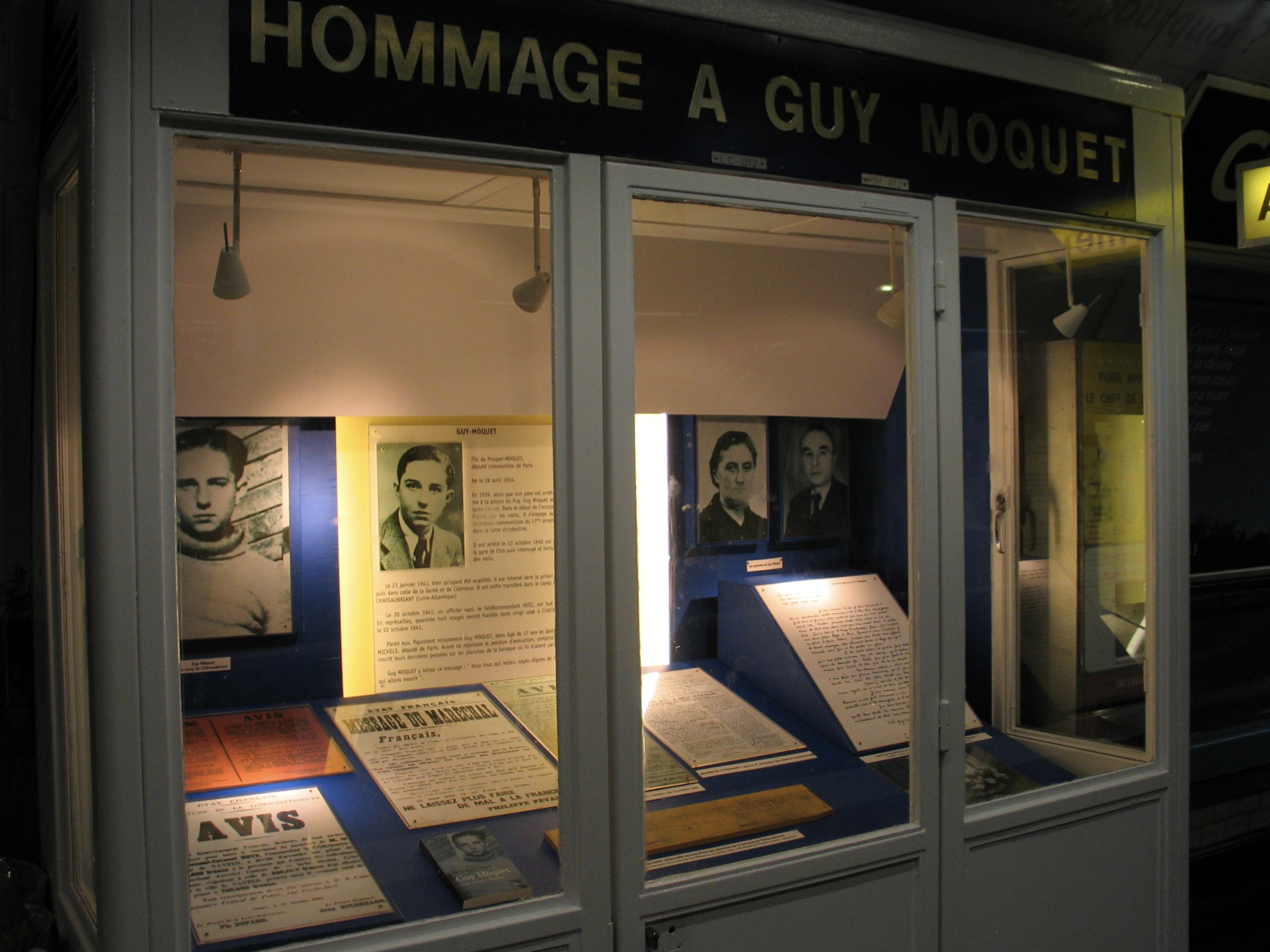
Vitrine mémorielle, octobre 2007.

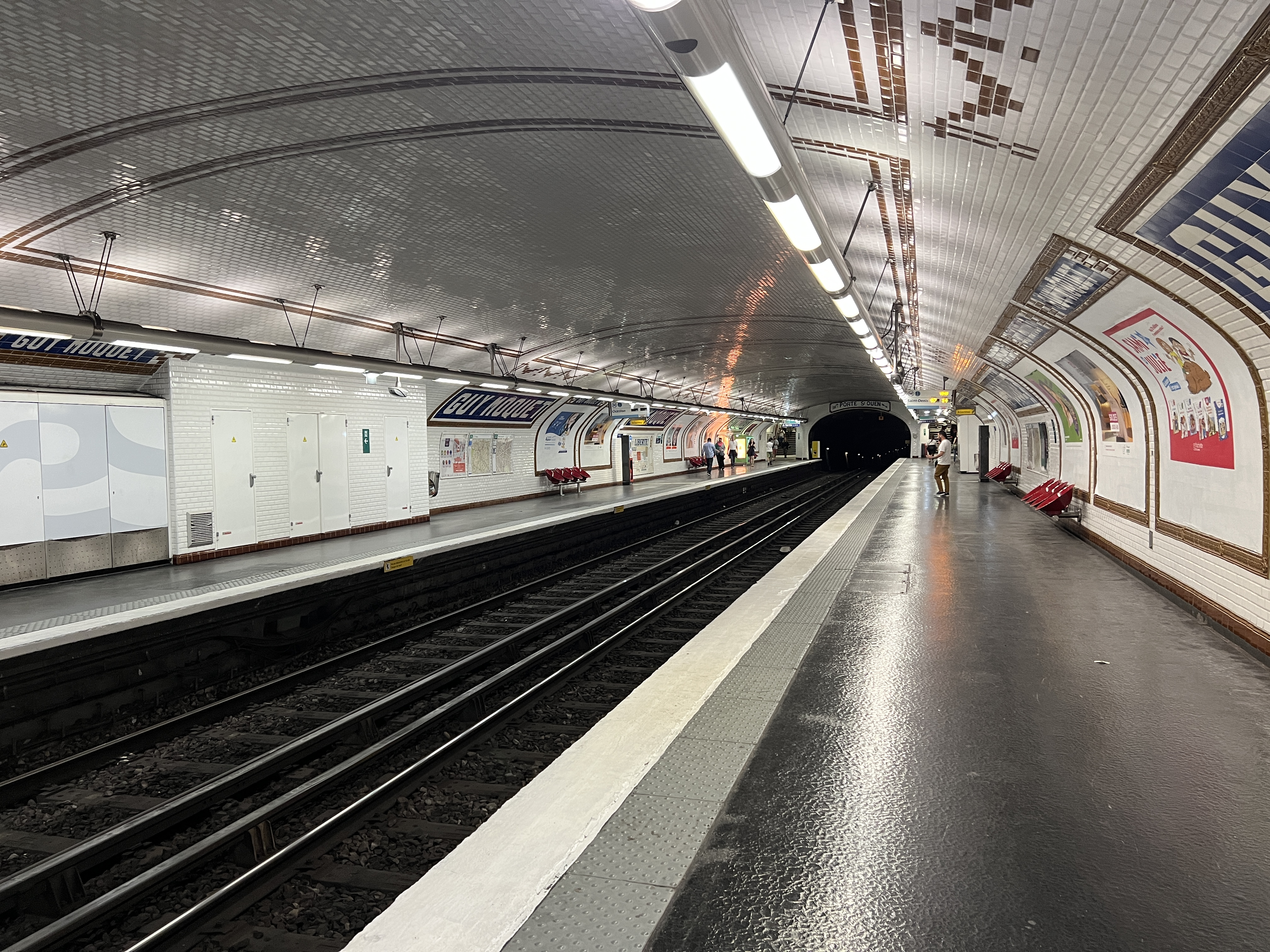
Vue des quais.

Guy Môquet est une station de configuration standard : elle possède deux quais séparés par les voies du métro et la voûte est semi-elliptique, forme spécifique aux anciennes stations du Nord-Sud. Les carreaux et la céramique en reprennent la décoration d'origine avec des cadres publicitaires et les entourages du nom de la station de couleur marron, des dessins géométriques marron sur les piédroits et la voûte, le nom inscrit en faïence blanche sur fond bleu de petite taille au-dessus des cadres publicitaires et de très grande taille entre ces cadres, ainsi que les directions incorporées dans la céramique sur les tympans. Les carreaux de faïence blancs biseautés recouvrent les piédroits, la voûte et les tympans. L'éclairage est assuré par deux bandeaux-tubes et les sièges sont de style « Akiko » de couleur bordeaux.

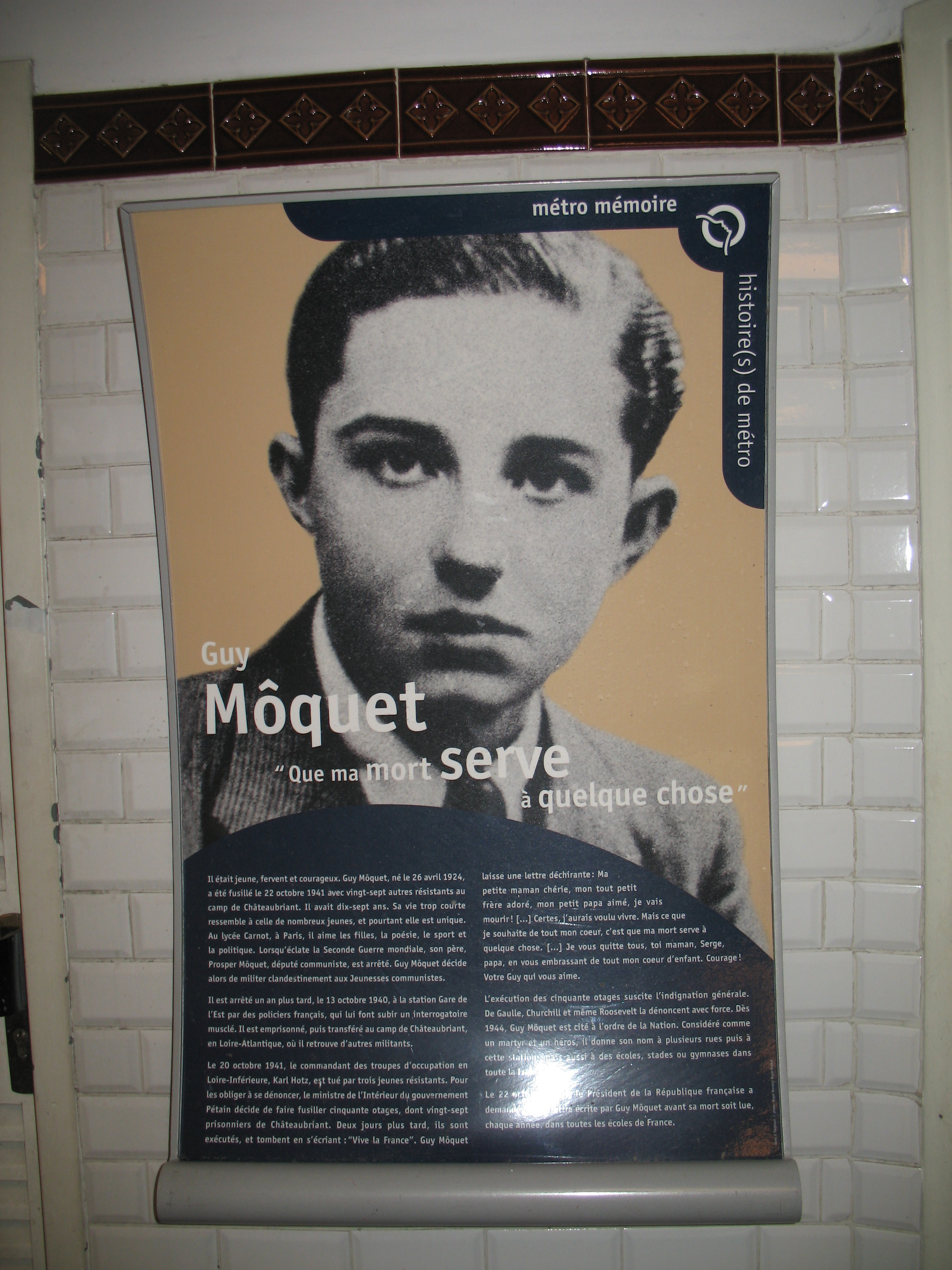
La nouvelle fresque de 2010.

Au milieu de l’un des quais, une vitrine présentait des reproductions de photographies de Guy Môquet, sa mère, et son père Prosper Môquet, de sa dernière lettre et divers documents. À l’occasion de la commémoration du 22 octobre 2007, les étagères ont été repeintes et le matériel luminaire a été renouvelé.
Lors de la rénovation de la station en 2010 dans le cadre du programme « Renouveau du métro », la RATP a dévoilé le 28 mai 2010 le nouvel aménagement thématique remplaçant cette vitrine : il s'agit d'une une fresque de 4 mètres sur 1,70 mètres en mémoire de Guy Môquet, conçue en collaboration avec l’Amicale Châteaubriant-Voves-Rouillé et créée par l’agence de design Curius.

### Intermodalité
La station est desservie par les lignes 21, 31 et le service urbain Traverse Batignolles-Bichat du réseau de bus RATP.

## À proximité
- Square des Épinettes
- Square Villa-Sainte-Croix
- Square Jean-Leclaire
- Square Carpeaux
- Hôpital Bretonneau
- Église Sainte-Geneviève des Grandes-Carrières
- L'Étoile du Nord